# Weld (Maine)
Weld ist eine Town im Franklin County des Bundesstaates Maine in den Vereinigten Staaten. Im Jahr 2020 lebten dort 376 Einwohner in 512 Haushalten auf einer Fläche von 162,83 km².

## Geografie
Nach dem United States Census Bureau hat Weld eine Gesamtfläche von 162,83 km², von denen 154,10 km² Land sind und 8,73 km² aus Gewässern bestehen.

### Geografische Lage
Weld liegt im Südwesten des Franklin Countys an der Grenze zum Oxford County. Zentral auf dem Gebiet der Town liegt der Webb Lake. Die Oberfläche des Gebietes ist sehr hügelig. Der 513 m hohe Houghton Ledges ist die höchste Erhebung auf dem Gebiet der Town.

### Nachbargemeinden
Alle Entfernungen sind als Luftlinien zwischen den offiziellen Koordinaten der Orte aus der Volkszählung 2010 angegeben.
- Norden: West Central Franklin, Unorganized Territory, 15,9 km
- Nordosten: Avon, 16,1 km
- Südosten: Temple, 19,8 km
- Süden: Carthage, 4,1 km
- Westen: Roxbury, Oxford County, 17,1 km

### Stadtgliederung
In Weld gibt es mehrere Siedlungsgebiete: Blamey Corners, Chase Corner, Webb (ehemaliger Standort eines Postamtes), Weld, Weld Corner und Westbrook.

### Klima
Die mittlere Durchschnittstemperatur in Weld liegt zwischen −11,1 °C (12 °Fahrenheit) im Januar und 18,3 °C (65 °Fahrenheit) im Juli. Damit ist der Ort gegenüber dem langjährigen Mittel der USA um etwa 9 Grad kühler. Die Schneefälle zwischen Oktober und Mai liegen mit bis zu zweieinhalb Metern mehr als doppelt so hoch wie die mittlere Schneehöhe in den USA; die tägliche Sonnenscheindauer liegt am unteren Rand des Wertespektrums der USA.

## Geschichte

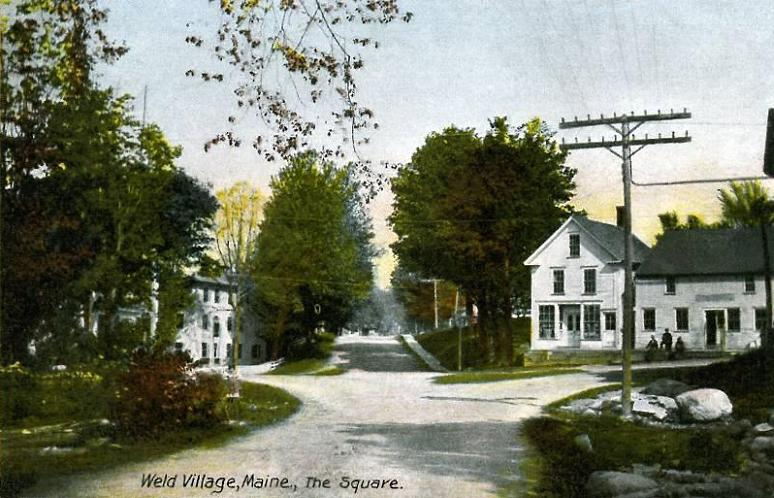
Weld Village (1906)

Das Gebiet der späteren Town Weld wurde um 1800 besiedelt. Nathaniel Kittredge, Caleb Holt, James Houghton, Abel Holt, Joseph und Abel Russell gehörten zu den ersten Siedlern.
Die Town wurde im Jahr 1816 organisiert, zuvor war sie als Webb Pond Plantation organisiert. Der Name Weld geht auf einen der frühen Eigner des ursprünglichen Grant zurück. Ursprünglich vermessen wurde das Gebiet mit der Bezeichnung Township No. 5 Abbot's Purchase (T5 AP), dann war es bekannt als Webb Pond, Webb's Pond und Webb.

### Einwohnerentwicklung
| Volkszählungsergebnisse – Town of Weld, Maine | Volkszählungsergebnisse – Town of Weld, Maine | Volkszählungsergebnisse – Town of Weld, Maine | Volkszählungsergebnisse – Town of Weld, Maine | Volkszählungsergebnisse – Town of Weld, Maine | Volkszählungsergebnisse – Town of Weld, Maine | Volkszählungsergebnisse – Town of Weld, Maine | Volkszählungsergebnisse – Town of Weld, Maine | Volkszählungsergebnisse – Town of Weld, Maine | Volkszählungsergebnisse – Town of Weld, Maine | Volkszählungsergebnisse – Town of Weld, Maine |
| Jahr                                          | 1800                                          | 1810                                          | 1820                                          | 1830                                          | 1840                                          | 1850                                          | 1860                                          | 1870                                          | 1880                                          | 1890                                          |
| --------------------------------------------- | --------------------------------------------- | --------------------------------------------- | --------------------------------------------- | --------------------------------------------- | --------------------------------------------- | --------------------------------------------- | --------------------------------------------- | --------------------------------------------- | --------------------------------------------- | --------------------------------------------- |
| Einwohner                                     |                                               |                                               | 489                                           | 765                                           | 1045                                          | 995                                           | 1035                                          | 1130                                          | 1040                                          | 885                                           |
| Jahr                                          | 1900                                          | 1910                                          | 1920                                          | 1930                                          | 1940                                          | 1950                                          | 1960                                          | 1970                                          | 1980                                          | 1990                                          |
| Einwohner                                     | 738                                           | 574                                           | 521                                           | 493                                           | 422                                           | 361                                           | 348                                           | 360                                           | 435                                           | 430                                           |
| Jahr                                          | 2000                                          | 2010                                          | 2020                                          | 2030                                          | 2040                                          | 2050                                          | 2060                                          | 2070                                          | 2080                                          | 2090                                          |
| Einwohner                                     | 402                                           | 419                                           | 376                                           |                                               |                                               |                                               |                                               |                                               |                                               |                                               |

## Kultur und Sehenswürdigkeiten

### Bauwerke
In Weld wurde 2007 die Weld Town Hall unter Denkmalschutz gestellt und unter der Register-Nr. 07000597 ins National Register of Historic Places aufgenommen.

### Parks

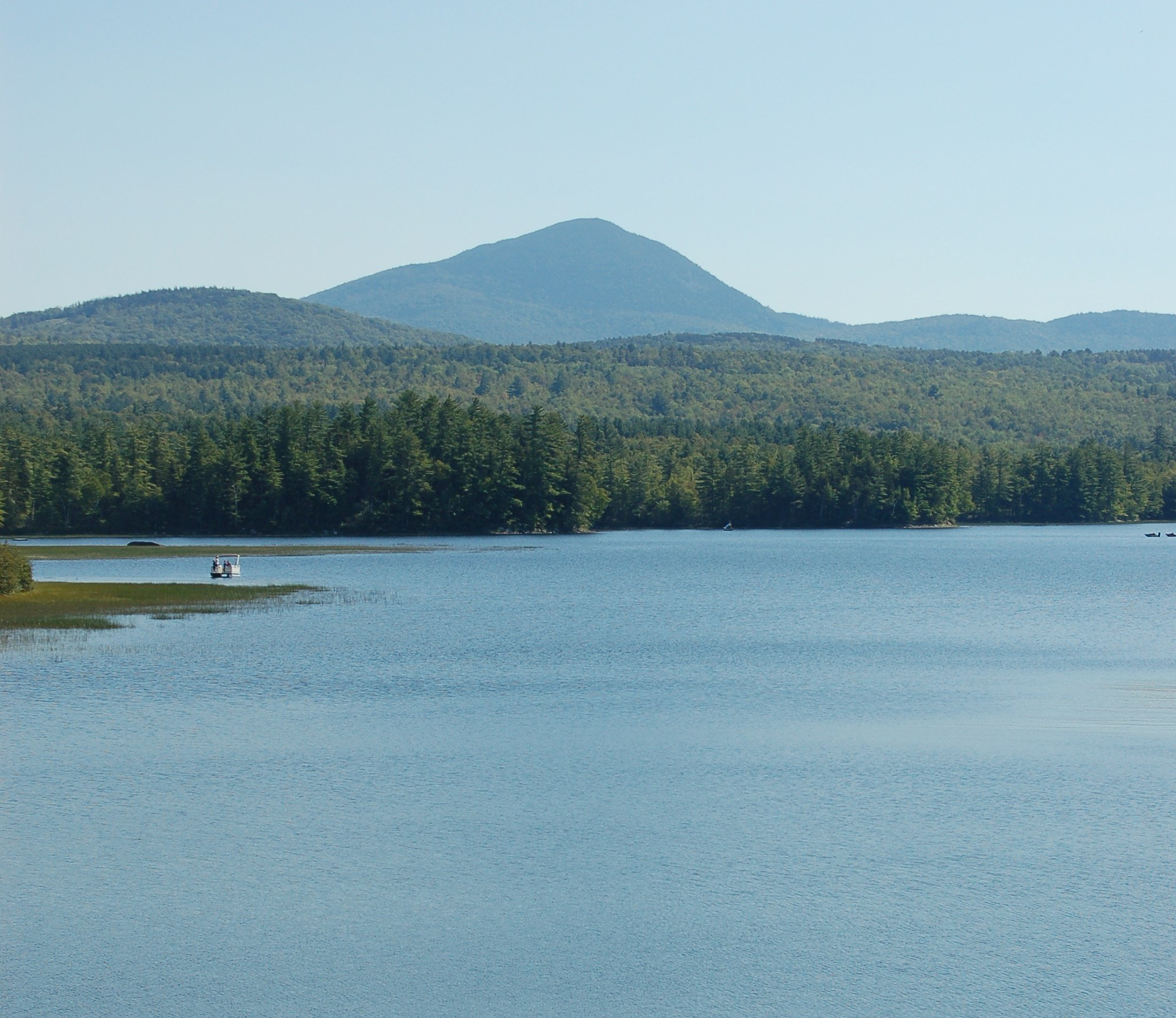
Webb Lake mit Blick auf den Mt. Blue und den Mt. Blue State Park

Östlich des Webb Lakes befindet sich der Mt. Blue State Park. Er umfasst etwa 7500 Acre (3035 Hektar).

## Wirtschaft und Infrastruktur

### Verkehr
Die Maine State Route 142 führt in nordsüdlicher Richtung durch das Gebiet der Town. Sie verläuft entlang des östlichen Ufers des Webb Lakes. Aus östlicher Richtung mündet die Maine State Route 156 in Höhe des Villages Weld in die Route 142.

### Öffentliche Einrichtungen
In Weld gibt es kein Gesundheitszentrum. Nächstgelegene Gesundheitszentren und Krankenhäuser befinden sich in Farmington, Rumford und Dixfield.
Weld besitzt eine eigene Bücherei. Die Weld Public Library befindet sich in der Church Street.

### Bildung
Weld gehört mit Chesterville, Farmington, Industry, New Sharon, New Vineyard, Starks, Temple, Vienna und Wilton zum Maine School Administrative District 9, dem Mt. Blue Regional School District.
Im Schulbezirk werden folgende Schulen angeboten:
- Gerald D. Cushing School in Wilton (Schulklassen Pre-K bis 1)
- Academy Hill School in Wilton (Schulklassen 2 bis 5)
- Cape Cod Hill School in New Sharon (Schulklassen Pre-K bis 5)
- W.G. Mallett School in Farmington (Schulklassen Pre-K bis 2)
- Cascade Brook School in Farmington (Schulklassen 3 bis 5)
- Mt. Blue High School in Farmington
- Mt. Blue Middle School in Farmington

## Persönlichkeiten

### Söhne und Töchter der Stadt
- Joseph Barker Stearns (1831–1895), Erfinder